# 瑞士最美村落
瑞士最美村落（法語：Les plus beaux villages de Suisse）是瑞士的一个民间协会，成立于2015年，旨在促进、传播和保护瑞士村庄的文化、自然遗产及乡村风光。协会受到1982年成立的法国最美村庄协会的启发而创建。 

## 宗旨
该协会旨在： 
- 保护和宣传加入该协会的瑞士村落成员 ;
- 在市镇之间以旅游路线的形式将市镇联系在一起，这些市镇经过协会批准的《质量宪章》审核后，即可位列于瑞士最美村落；
- 提高国内和国际公众对这些村落的认识，并协助定义规范化的质量标识，以开发和推广新的旅游市场 ;
- 在市镇内部促进居民们在发展经济的同时尊重文化和环境遗产的观念[1] 。

## 历史
该协会于2015年3月20日由凯文·夸特罗帕塔尼（Kevin Quattropani）和菲奥伦佐·皮克勒（Fiorenzo Pichler）在卢加诺与弗朗切斯科·切雷亚（Francesco Cerea）、亚历山大·鲍威尔（Alexander Powell）和阿兰·圣叙尔皮斯（Alain Saint-Sulpice）合作成立。 
该协会每年向一个瑞士市镇颁发荣誉证书： 
- 2016年10月15日，提契诺州的圣维塔莱河村获得2016年的荣誉证书。
- 2017年6月23日，沃州的格朗松获得2017的荣誉证书。

自2017年6月9日起，瑞士最美村落协会成为国际协会「地球上最美村落」的会员。 
2018年5月14日，瑞士联邦议员菲利波·隆巴迪向公众介绍了《我爱瑞士及其村庄》（J'aime la Suisse et ses Villages）一书，该书配合画家丹尼尔·拉努克斯（Daniel Lanoux）的约200幅原创水彩画来展示瑞士最美村落。 
2019年8月1日，在瑞士国庆日之际，一款名为“美丽村落”（Beaux Villages）的官方应用程序在iOS和安卓端同步上线。 
2019年10月17日，列支敦士登公国的一个村落加入了该协会。

## 成员
截至2020年1月，协会共有40个村落成员：法语区中占17个，意大利语区占5个，德语区占13个，罗曼什语区4个，列支敦士登公国占1个。 
| 瑞士法语区（17）       |      |              |
| 村落                   | 图片 | 州           |
| 阿旺什                 |      | 沃州         |
| 埃沃萊訥               |      | 瓦莱州       |
| 格朗松                 |      | 沃州         |
| 格朗维拉尔             |      | 弗里堡州     |
| 格里芒兹（法语：Grimentz）     |      | 瓦莱州       |
| 格吕耶尔               |      | 弗里堡州     |
| 拉諾伊韋維爾           |      | 伯尔尼州     |
| 勒朗德龍               |      | 纳沙泰尔州   |
| 穆东                   |      | 沃州         |
| 波朗特呂               |      | 汝拉州       |
| 罗曼莫蒂耶-昂维        |      | 沃州         |
| 鲁日蒙                 |      | 沃州         |
| 萨永                   |      | 瓦莱州       |
| 圣萨佛林（法语：Saint-Saphorin_(Lavaux)）     |      | 沃州         |
| 圣乌尔桑（法语：Saint-Ursanne）     |      | 汝拉州       |
| 瓦朗然                 |      | 纳沙泰尔州   |
| 伊沃尔讷               |      | 沃州         |
| 瑞士德语区(11)         |      |              |
| 村庄                   | 图片 | 州           |
| 阿爾堡                 |      | 阿爾高州     |
| 布雷姆加滕             |      | 阿爾高州     |
| 阿勒河畔比伦           |      | 伯尔尼州     |
| 埃格利紹               |      | 苏黎世州     |
| 埃拉赫                 |      | 伯尔尼州     |
| 厄嫩                   |      | 瓦莱州       |
| 盖尔绍                 |      | 施維茨州     |
| 利希滕施泰格           |      | 圣加仑州     |
| 卢特恩                 |      | 卢塞恩州     |
| 施威尔布鲁恩（德语：Schwellbrunn） |      | 外阿彭策爾州 |
| 辛普朗                 |      | 瓦莱州       |
| 施普呂根               |      | 格勞賓登州   |
| 特羅根                 |      | 外阿彭策爾州 |
| 瑞士意大利语区（5）    |      |              |
| 村庄                   | 图片 | 州           |
| 阿斯科纳               |      | 提契諾州     |
| 卡比奥（義大利語：Cabbio）   |      | 提契諾州     |
| 莫尔科特               |      | 提契諾州     |
| 波斯基亚沃             |      | 格勞賓登州   |
| 索里奥（義大利語：Soglio_(Bregaglia)）   |      | 格勞賓登州   |
| 瑞士罗曼什语区（4）    |      |              |
| 村庄                   | 照片 | 国家         |
| 贝尔金                 |      | 格勞賓登州   |
| 布赖尔                 |      | 格勞賓登州   |
| 马杜莱因               |      | 格勞賓登州   |
| 齐林                   |      | 格勞賓登州   |
| 列支敦士登（1）        |      |              |
| 村庄                   | 照片 | 国家         |
| 特里森贝格             |      | 列支敦士登   |